# Микроб (фильм)
«Микроб» (англ. Germ) — фантастический боевик про космический вирус, который стал причиной распространения эпидемии.
Слоган фильма: «Тебе не убежать». Мировая премьера состоялась 12 марта 2013 года.

## Сюжет
Военные сбивают орбитальный спутник и этим самым порождают зомби-эпидемию в маленьком городке. Помощник шерифа Макс Брод вместе с его подругой Брук, должны спасти себя и своих близких от ужасной смерти, при этом у них на пути будет большое препятствие, а точнее сказать, армия зараженных людей.

## В ролях
- Маргарит Митчелл — Брук
- Майкл Флорес — Макс
- Бернард Сетаро Кларк — Дэвидсон
- Марк Чиаппоне — Стью
- Джоди Пуселло — Купер
- Зои Миллер — Стеф
- Бет Прэтт — Карен
- Ванесса Смит — Ким
- Бренден Нэйджел — Чед